# Гилдия на киноактьорите
Гилдията на киноактьорите (на английски: Screen Actors Guild) е американски профсъюз.
Създаден през 1933 година, той се превръща в най-големия синдикат в сектора, като към края на съществуването си обединява около 100 хиляди актьори от киното и телевизията. През 2012 година се обединява с друг голям профсъюз в Гилдия на киноактьорите – Американска федерация на телевизионните и радиоартисти.
От 1995 година Гилдията връчва свои годишни награди за актьорска работа.